# Sonnenschiff

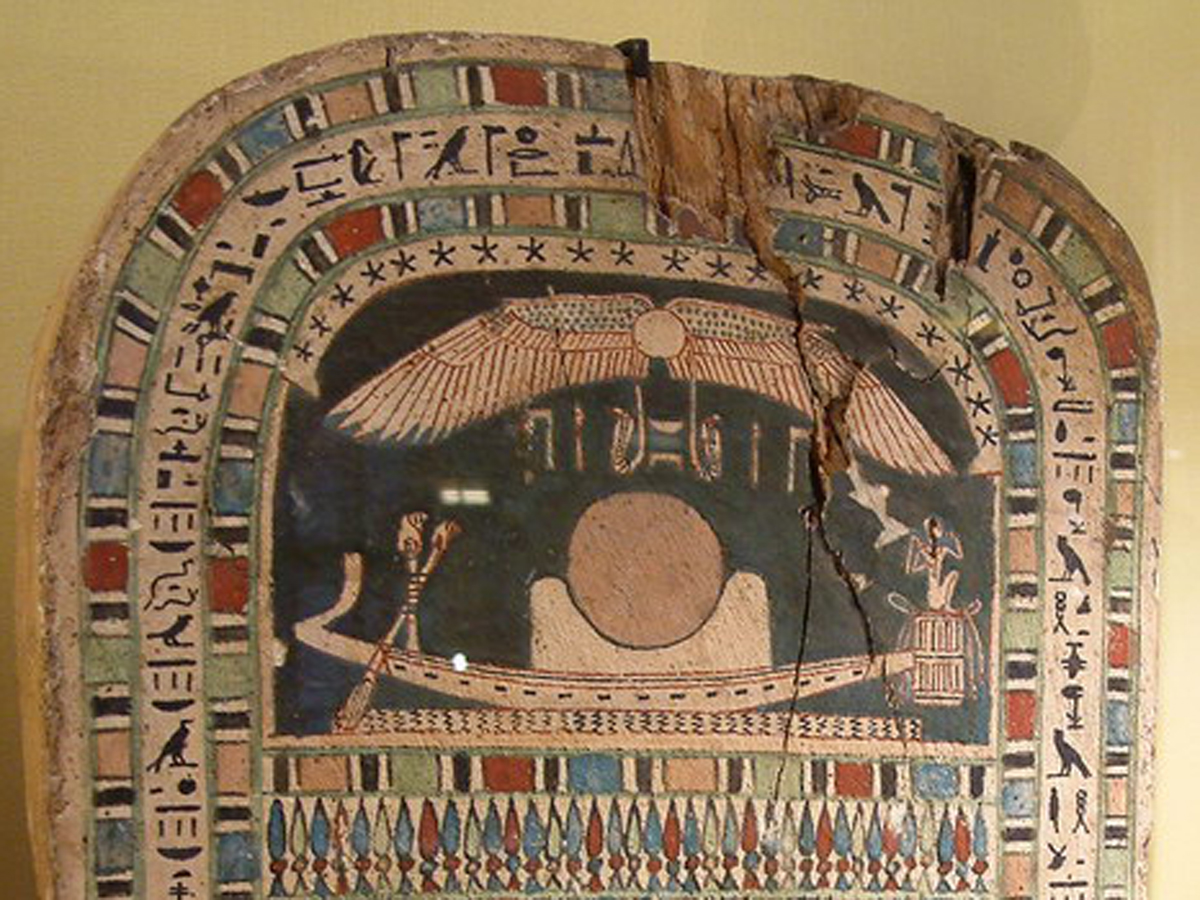
Darstellung einer Sonnenbarke im Alten Ägypten

Als Sonnenschiff oder Sonnenbarke werden Darstellungen der Fahrt der Sonne auf einem Wasserfahrzeug bezeichnet. Sonnenschiffe finden sich in Darstellungen aus dem Alten Ägypten und in der Ikonografie der nordischen und frühen mitteleuropäischen Bronzezeit. Die Bedeutung des Sonnenschiffs ist mit der des Sonnenwagens vergleichbar.

## Die Sonnenbarke im Alten Ägypten

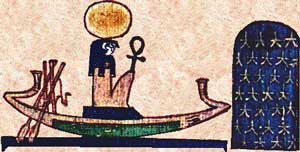
Der Sonnengott Re in seiner Sonnenbarke

Die Barke war ein wichtiges Fortbewegungsmittel im Alten Ägypten und hatte daneben auch eine repräsentative und kulturelle Bedeutung. Nach Einführung des Re-Kultes in der 5. Dynastie fuhr der Sonnengott nach dem Glauben der Ägypter tagsüber mit einer Sonnenbarke über den Himmelsbogen und durchquerte nachts das Wasser der Unterwelt.
Die Sonnenbarke der ägyptischen Mythologie ist die himmlische Königssbarke des Re (Ra) | C2 |, | C1 | oder | N5 |, dargestellt in zahlreichen Sonnenheiligtümern: Re steigt jeden Abend von der Sonnen- in die Nachtbarke um, mit der er durch die unterweltlichen Wässer wieder zum Aufgangsort fährt. Auch Hathor | C9 |, Trägerin der Sonnenscheibe, oft in Gestalt der Kuh, soll im Sonnenschiff unterwegs gewesen sein.
Die Sonnenbarken von Abydos sind etwa 2740 v. Chr. bei Abydos  errichtete Gräber in Form von Sonnenschiffen.

## Die Sonnenbarke in der mitteleuropäischen Bronzezeit

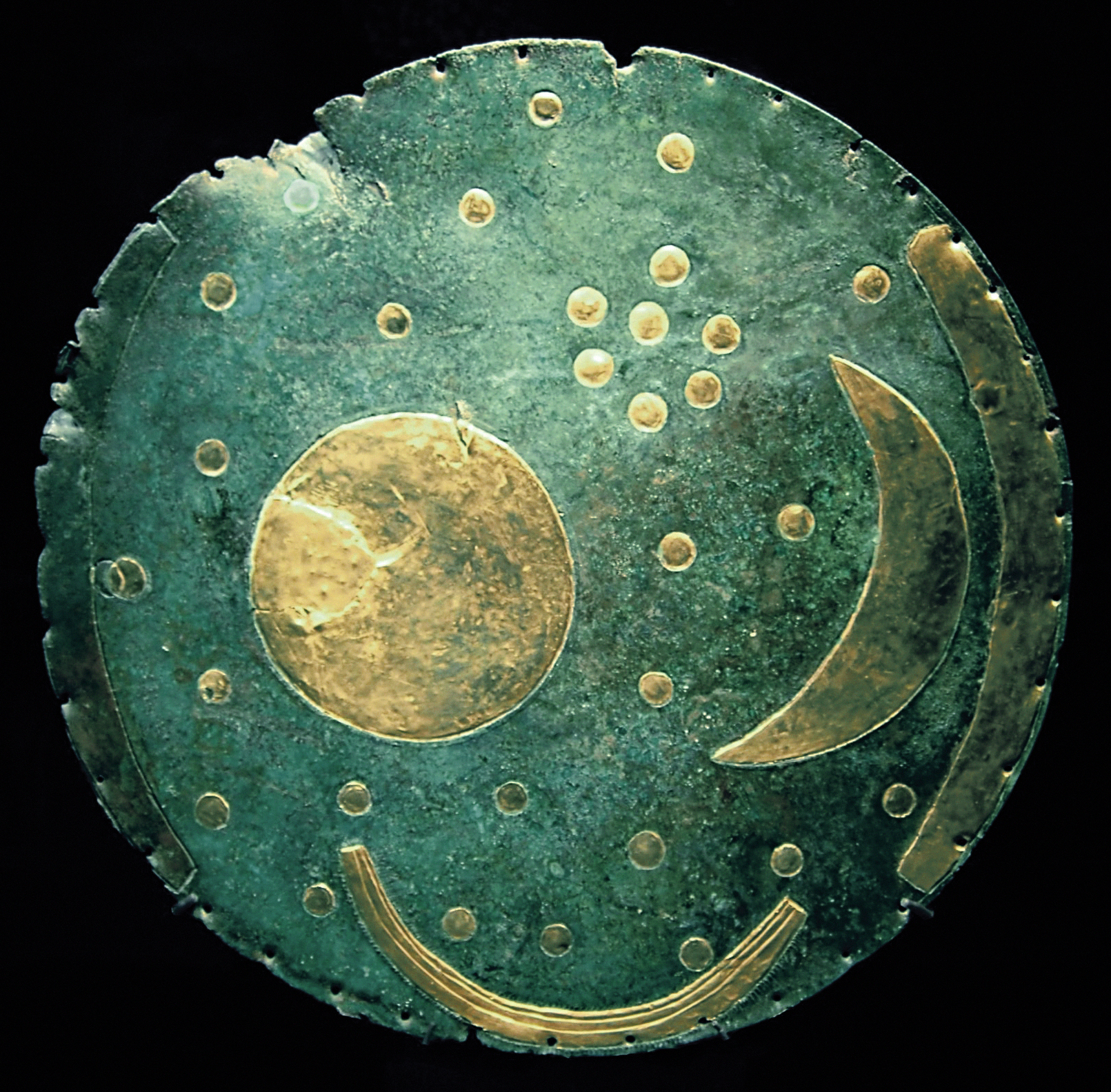
Himmelsscheibe von Nebra mit Sonnenbarke (unten)

Die Himmelsscheibe von Nebra, die als älteste bekannte Himmelsdarstellung gilt, zeigt in ihrer dritten Überarbeitung ein goldenes Objekt, das als Sonnenbarke interpretiert wird.

## Das Sonnenschiff der Nordischen Bronzezeit

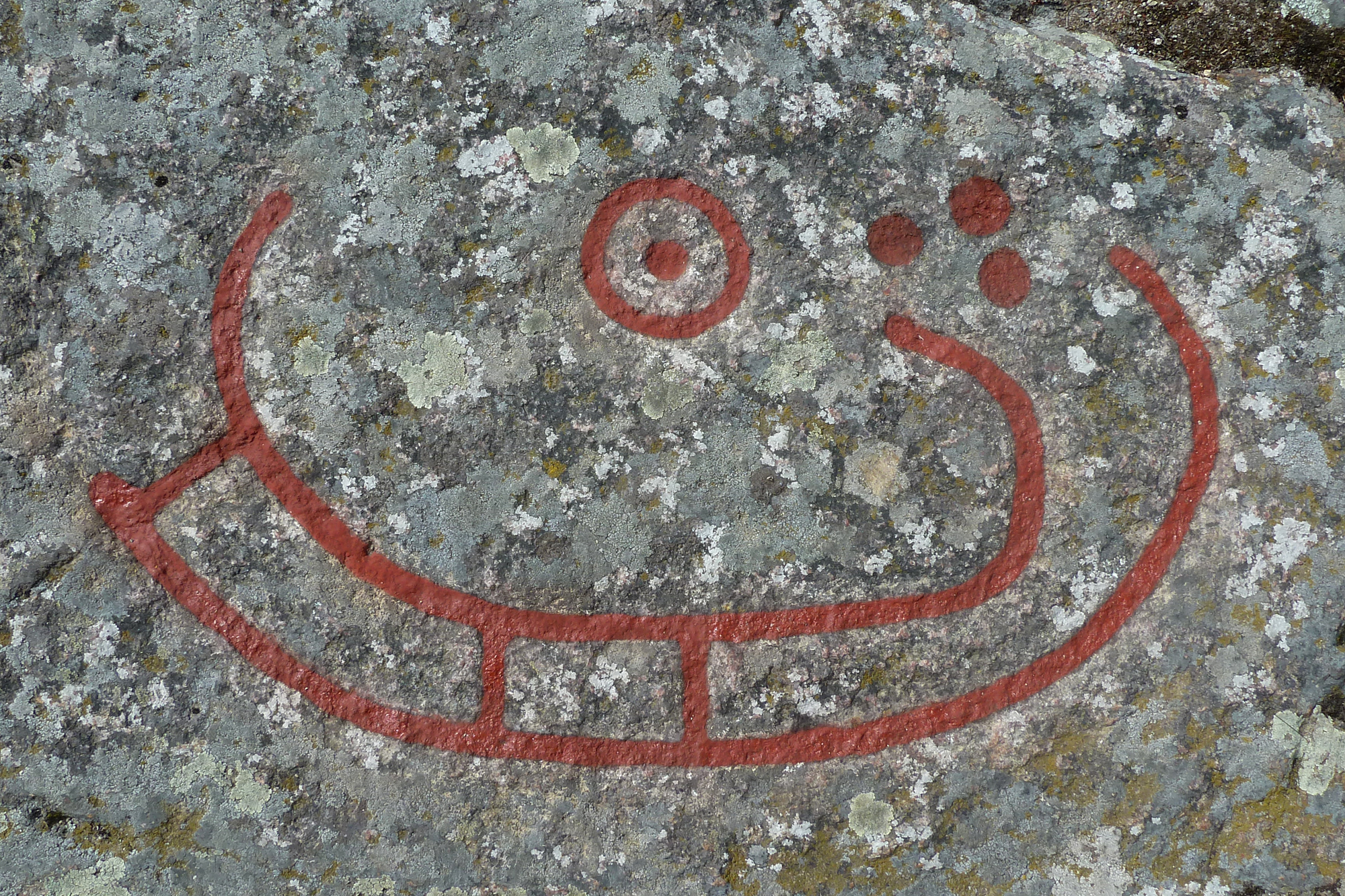
Schiff mit Sonne bei den Felsritzungen von Allinge-Sandvig

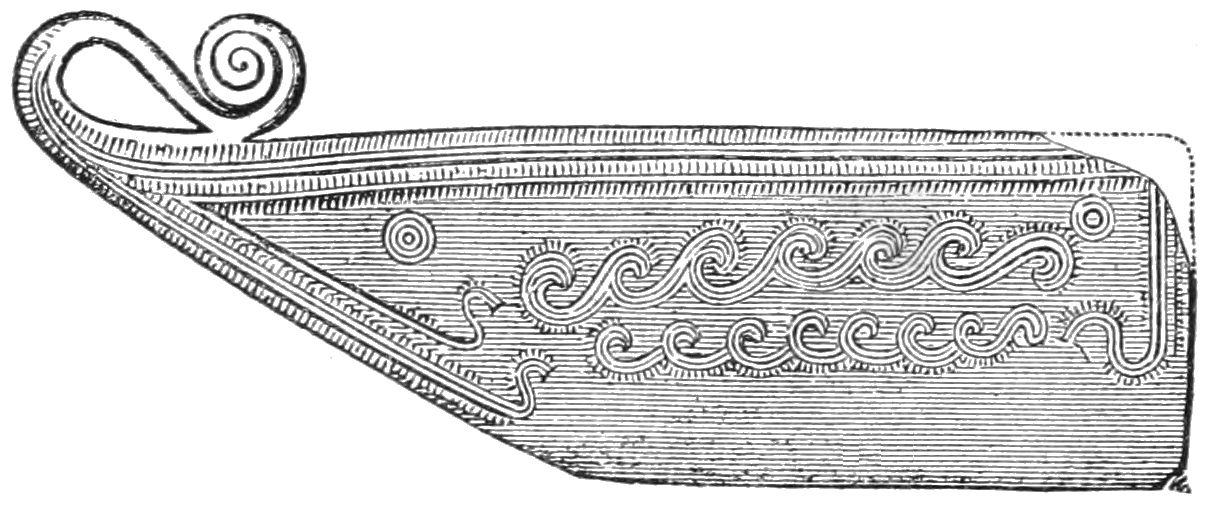
Typisches Rasiermesser aus Bronze mit Sonnenschiff-Verzierung

Das Sonnenschiff ist ein häufiges Motiv der Ikonografie der Nordischen Bronzezeit. Schiffe sind neben Pferd und Sonne die am häufigsten auftretenden Symbole. Das Sonnenschiff ist z. B. in Felsritzungen und auf verzierten Rasiermessern zu finden. Es stellt, je nach seiner Ausrichtung, die Fahrt der Sonne am Tag (von links nach rechts) am Himmel oder in der Nacht (von rechts nach links) durch die Unterwelt dar. In einigen Darstellungen wechselt sich das Sonnenschiff mit dem Pferd oder anderen Tieren wie der Schlange oder dem Fisch ab und bekommt von diesen die Sonne übergeben.
Flemming Kaul gibt an, dass eine weitgereiste Elite der bronzezeitlichen, nordischen Gesellschaft Kenntnis von der ägyptischen Religion gehabt haben und das Sonnenschiff von dort übernommen haben könnte. Auch Elemente anderer ausländischer Kulturen (Caergwrle Schale ) könnten diese in die Religion der Nordischen Bronzezeit integriert haben.